# Alf Common
Alfred Common (25 de maig de 1880 - 3 d'abril de 1946) fou un futbolista anglès de la dècada de 1900.

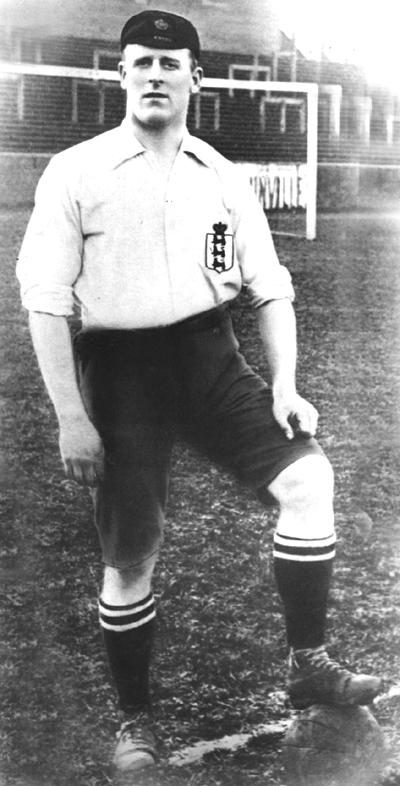
Alf Common amb els tres lleons a la samarreta.

Fou internacional amb la selecció d'Anglaterra. Defensà els colors de Sunderland AFC, Sheffield United FC, Middlesbrough FC i Woolwich Arsenal.
Fou famós per ser el primer jugador en ser traspassat entre dos equips, per 1.000 lliures (£) a Middlesbrough des de Sunderland el 1905.
El 1998 fou escollit dins dels 100 Football League Legends.

## Palmarès
Sheffield United FC
- FA Cup: 1902

Preston North End
- Second Division: 1913